# Kochia tricophylla
Kochia tricophylla är en amarantväxtart som beskrevs av Otto Stapf. Kochia tricophylla ingår i släktet Kochia och familjen amarantväxter. Inga underarter finns listade i Catalogue of Life.